# Kirkland (Washington)
Kirkland ist eine Stadt im King County im US-Bundesstaat Washington, USA. Sie ist ein östlicher Vorort von Seattle und von diesem durch den Lake Washington getrennt. Die Stadt hat 92.175 Einwohner (Stand: Volkszählung 2020), ihre Fläche beträgt 28,5 km².
Kirkland hat eine niedrige Altstadt, die sich am Seeufer entlangzieht, mit vielen Restaurants und Kunstgalerien. Sie ist bekannt für viele öffentliche Parks, einschließlich städtischer Strände, und Kunst im öffentlichen Raum, die zur Interaktion einladen. Die Einwohner der angrenzenden Städte, wie Seattle, Bellevue und Redmond, kommen häufig in den bekannten Marina Bay Park am Ufer des Washington-Sees.

## Geschichte
Der Stahlunternehmer Peter Kirk entschloss sich 1886, in den Staat Washington zu expandieren, nachdem er von neuen Eisenerzfunden im Kaskadengebirge hörte. Andere Zuschlagstoffe zur Verhüttung, wie Kalkstein, waren ebenfalls vor Ort verfügbar. Dazu kommen einige Kohleminen im nur wenig östlich gelegenen Newcastle, und eine Eisenbahnlinie befand sich bereits in Bau. Er wusste auch, dass es bereits Pläne für einen Kanal zwischen dem Lake Washington und Puget Sound gab, der Meerenge zum Pazifik, an der Seattle liegt.
Kirk war sich bewusst, dass es für eine Weiterverarbeitung von Stahl sehr günstig ist, viel Frischwasser zur Verfügung zu haben, sodass die Lage an einem See gut geeignet ist. Die Verbindung zum Pazifik erlaubte den Verkauf auch in entferntere Regionen. Allerdings war Kirk kein US-Bürger und konnte deshalb kein Land kaufen, um seine Idee zu verwirklichen. Hier bot Leigh S.J. Hunt, der Eigentümer der Tageszeitung Seattle Post-Intelligencer, seine Hilfe an. Kirk und seine Partner begannen schon bald mit dem Bau einer Stahlhütte, genannt Moss Bay Iron and Steel Works östlich von Seattle am Lake Washington. Dies war der Grundstein der Stadt Kirkland in einer Entwicklung, die Kirk sich als Pittsburgh des Westens ausmalte.
Die Stahlhütte wurde Ende 1892 fertiggestellt, aber noch vor der eigentlichen Inbetriebnahme kam es zu finanziellen Problemen, und durch die Panik von 1893 (aufgrund einer Pleitewelle bei Eisenbahn- und Stahlunternehmen) wurde die Hütte geschlossen, noch bevor sie auch nur einmal Stahl produziert hatte. Dennoch erhielt die Siedlung 1905 Gemeinderechte für die 400 Einwohner. Nachfolgend entwickelten sich die Wollverarbeitung und der Schiffbau zu den industriellen Hauptzweigen.
Lange Zeit war Kirkland nur mehr eine ruhige Schlafstadt für Seattle. Kirkland war mit Seattle von 1900 bis 1950 durch Fähren über den Lake Washington verbunden. Der Bau einer Brücke auf schwimmenden Pontons im Jahr 1940 machte den Fährbetrieb jedoch unrentabel, sodass er später eingestellt wurde. Die Verbindung wurde später weiter gestärkt durch die Autobahnbrücke der Route 520, die 1963 eine direkte Verbindung mit Seattle herstellte, sowie dem Bau der Interstate 405 in den 1960er Jahren.
Im Verlauf der 1920er Jahre stieg die Einwohnerzahl auf einige Tausend, die zumeist in Seattle arbeiteten. Mit dem Ausbruch des Zweiten Weltkrieges wurde aus der ansässigen Anderson Dampfschiffgesellschaft die Lake Washington Schiffswerft. Nach dem Angriff auf Pearl Harbour erlaubten die Rüstungsverträge eine Vervierfachung – mit einer Beschäftigtenzahl von 8000 Arbeitern allein in der Werft. Die Kirkland-Houghton Region wurde quasi über Nacht eine Industriemetropole mit geschätzten 13.000 bis 14.000 Einwohnern.
Die Industrieproduktion richtete jedoch schwere Schäden an den natürlichen Ressourcen an, die Ufer waren verschmutzt und Wildtiere verschwunden. Nach dem Schließen der Werft Ende 1946 reservierte Houghton die Wasserlinie ausschließlich für Wohnbereiche. In den folgenden Jahrzehnten verfolgte man in Kirkland-Houghton systematisch das Ziel, eine durchgängige öffentliche Uferlinie zu schaffen. Dies wurde mit verschiedenen Aufkäufen, Überschreibungen und Schenkungen zum Teil erreicht – und die gepflegten Anlagen am Ufer des Lake Washington sind heute eine Attraktion auch für die Einwohner der umliegenden Städte.
Mit der Zeit wuchs Kirkland, so wie auch die anderen Städte in der Region. Kirkland vereinigte sich 1968 mit dem angrenzenden Houghton, andere Siedlungen wurden eingemeindet, darunter North Rose Hill und South Juanita 1968, sowie Totem Lake 1974. Der Industrieanteil in der Stadt ist gering – sie ist wie schon früher vor allem der Wohnsitz für die Angestellten in angrenzenden Städten. In der zweiten Hälfte des 20. Jahrhunderts galt dies auch für die Städte weiter östlich, die eine moderne Industrie vorweisen, darunter Microsoft im angrenzenden Redmond.

### Einwohnerentwicklung
| Jahr | Einwohner¹ |
| ---- | ---------- |
| 1980 | 18.785     |
| 1990 | 40.052     |
| 2000 | 45.054     |
| 2010 | 48.787     |
| 2020 | 92.175     |

¹ 1980 – 2020: Volkszählungsergebnisse

## Politik
Kirkland wird durch eine Stadtverordnetenversammlung mit sieben Ratsherren geleitet, die in direkter öffentlicher Wahl bestellt werden und jeweils vier Jahre dienen. Die Ratsherren berufen den Verwaltungsvorsteher sowie aus ihrer Mitte einen Ratsvorsitzenden, der die Position des Bürgermeisters bekleidet, aber sonst keine erweiterten Rechte besitzt. Seit 2006 ist Jim Lauinger der Bürgermeister und David Ramsay der Verwaltungsvorsteher.

### Städtepartnerschaften
Kirkland unterhält mit folgenden Städten Städtepartnerschaften:
- Emmerich am Rhein (Deutschland, seit 1995)

## Söhne und Töchter der Stadt
- Don Kardong (* 1948), Langstreckenläufer
- Elizabeth McCagg (* 1967), Ruderin
- Mary McCagg (* 1967), Ruderin
- Layne Staley (1967–2002), Musiker
- David DeCastro (* 1990), Footballspieler[4]
- Alicia Barker (* 1998), philippinische Fußballspielerin

## Personen in Verbindung mit Kirkland
- Mike O’Hearn (* 1969), Bodybuilder, wuchs in Kirkland auf
- Emre „Kabaji“ Dincer, professioneller Twitch-Streamer, ließ sich in Kirkland nieder